# Kimmirut
Kimmirut (connue sous le nom de Lake Harbour jusqu'au 1er janvier 1996) est une communauté de la région de Qikiqtaaluk, au Nunavut, au Canada. Elle est située sur la rive du détroit d'Hudson sur l'île de Baffin.

## Histoire
Kimmirut était un poste de traite de la compagnie de la Baie d'Hudson et un poste de la Gendarmerie royale du Canada. L'explorateur canadien Dewey Soper a utilisé ces postes comme bureau lors de ses explorations dans les années 1920 et 1930.

## Géographie
La communauté est desservie par l'aéroport de Kimmirut et par un approvisionnement annuel par bateau. L'idée de faire passer une route jusqu'à Iqaluit a été étudiée mais il a été conclu qu'il serait trop difficile de la faire passer au travers des montagnes.

## Démographie
| 2001 | 2006 | 2011 | 2016 |
| ---- | ---- | ---- | ---- |
| 433  | 411  | 455  | 389  |

## Personnalité
- Nakasuk, y a été élevé
- Jamasie Teevee

## Images

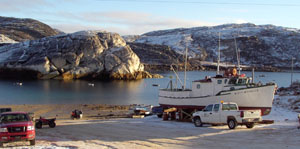
Bateau amarré à Kimmirut
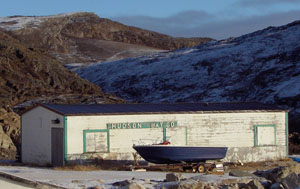
Bâtiment historique de la Compagnie de la Baie d'Hudson
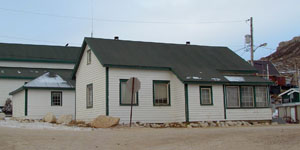
Soper House datant des années 1930
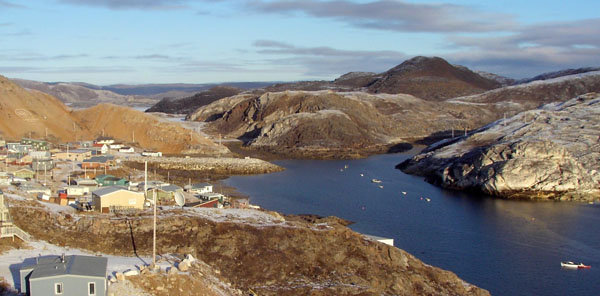
Vue de Kimmirut